# First International Computer
Pour les articles homonymes, voir FIC.
First International Computer (FIC) est une entreprise industrielle taïwanaise de matériel informatique fondée à Taipei en 1980 par le Pr Ming-Jen Chien. La société est cotée à la bourse de Taïwan.
Elle est connue pour avoir financé le projet Openmoko pour le développement d'un smartphone libre sous GNU/Linux.

## Activités
FIC est spécialisée dans la conception et la fabrication de cartes mères, d'ordinateurs, d'ultraportables, de smartphones et autres composants électroniques.
L'entreprise a déjà distribué plus d'un million de téléphones portables et est dans certains endroits un opérateur de téléphonie mobile.